# Station Nordstrand
Station Nordstrand  is een station in Nordstrand, een stadsdeel in het zuidoosten van Oslo. Het station, geopend in 1880, ligt aan Østfoldbanen. Het stationsgebouw dateert uit 1895 en is een ontwerp van Paul Due. 
Nordstrand wordt bediend door lijn L2 de stoptrein tussen Skøyen en Ski